# ザ・モール (アウトレット)
ザ・モール (THE MALL) は、イタリアのフィレンツェ郊外に所在する、世界最大規模のトップブランドのみのアウトレットモールである。2001年8月開業。グッチグループのDESIGN MANAGEMENT社が運営する。

## 概要
1990年代後半空前のアウトレットブームを引き起こしたグッチアウトレットが前身。それまでのアウトレット＝キズモノ・2級品のイメージを覆しトップブランドを常にバーゲン価格で購入できるショッピングセンターとしてオープン。トスカーナ地方のフィレンツェ郊外に位置するのはその美しい背景とともに、フィレンツェ旧市街地にある各ブランドブティックに影響を及ぼさないようにとの配慮がある。
高速道路A1インチーザ・レッジェッロインターチェンジから近く、ローマ - フィレンツェ、フィレンツェ - シエナ、ヴェネツィア - フィレンツェなど移動途中の観光バスが多く立ちよるため常に多くの外国人観光客でにぎわう。

## エリア
緑あふれた丘陵地帯に位置し、悠然と広がるブドウとオリーブの畑がひろがるリラックスした雰囲気に囲まれたトスカーナの伝統的な味わいを体験できる。この優雅で伝統的な田園で自然に囲まれた滞在を楽しむためのアグリツーリズモが多くあり、モールのとなりにはサンメッザーノ城がある。また車で数十分のところにはこの地域特有のバルツェと呼ばれる黄色の深い渓谷の名残が見られる。

## 沿革
- 2000年 8月オープン6店舗
  - Gucci, Yves Saint Laurent, Loro Piana, Sergio Rossi, Giorgio Armani, Bottega Veneta
- 2003年 11店舗
  - Gucci, Yves Saint Laurent, Loro Piana, Sergio Rossi, Giorgio Armani, Bottega Veneta, Salvatore Ferragamo, Ungaro, Ermenegildo Zegna, Valentino, La Perla, Tod's / Hogan
- 2004年 16店舗
  - Gucci, Yves Saint Laurent, Loro Piana, Sergio Rossi,Giorgio Armani, Bottega Veneta, Salvatore Ferragamo, Ungaro, Ermenegildo Zegna, Valentino, La Perla, Tod's / Hogan, I Pinco Pallino, Alexander McQueen/Stella McCartney/Balenciaga, Fendi, Marni
- 2005年 20店舗
  - Gucci, Yves Saint Laurent, Loro Piana, Sergio Rossi, Giorgio Armani, Bottega Veneta, Salvatore Ferragamo, Ungaro, Ermenegildo Zegna, Valentino, La Perla, Tod's / Hogan, I Pinco Pallino, Alexander McQueen/Stella McCartney/Balenciaga, Fendi, Marni, Yohji Yamamoto, Pucci, Burberry, Armai Jeans
- 2009年以降
  - Balenciaga独立, Burberry移転, Diorオープン, Roberto Cavelliオープン, Fayオープン, Lanvinオープン
- 2013年現在
  - Gucci、Yves Saint Laurent、Loro Piana、Sergio Rossi、Giorgio Armani、Bottega Veneta、Salvatore Ferragamo、Ermenegildo Zegna、Valentino、Roberto Cavelli、Tod's / Hogan / Fay、Alexander McQueen / Stella McCartney、Balenciaga、Fendi、Lanvin、Pucci、Burberry、Dior、Armani Jeans
  - Global Blue タックスフリー現金返金カウンターオープン

## ブランドリスト
各ショップともにブランド直営となっているためそれぞれのブランドポリシーにより割引率は変化。ほとんどのショップが55-60%オフとなっている
- グッチ
- イヴ・サンローラン
- ロロ・ピアナ
- セルジオ・ロッシ
- ジョルジオ・アルマーニ
- サルヴァトーレ・フェラガモ
- バレンシアガ
- エルメネジルド・ゼニア
- ボッテガ・ヴェネタ
- ヴァレンティノ
- ロベルト・カヴァッリ
- トッズ
- ホーガン
- フェイ
- アレクサンダー・マックイーン
- ステラ・マッカートニー
- フェンディ
- ランバン
- バーバリー
- エミリオプッチ
- ディオール
- アルマーニ・ジーンズ

## その他ブランド
ウノアエレ、ミスシックスティ、ディーゼル、プラダ、ミュウミュウ、リンツ、モンクレール、ルッフォなどがほとんど敷地内にあるがザモールの直営ではないため情報は少ない。現在はプラダ、ミュウミュウ、ミスシックスティ、ディーゼル、モンクレール、マルニのアウトレットが隣接。
特にプラダのアウトレットは小さな一角を使ってオープンしたが徐々にその規模を拡大し現在はモンテヴァルキにあるSPACEとほぼ同レベルで2階建1階はカバン、靴、小物　2階はレディース＆メンズウェアとなっている。ミュウミュウなど当初は看板のみであったため情報に混乱が生じた。

## アクセス

### シャトルバス
- 午前9時30分・午後2時30分発の1日2便のみ
- 3時間のショッピング時間で料金一人往復25ユーロ。各種クレジットカードの海外優待割引がある。
- 要予約。電話・メール日本語対応可能。
- 最少催行人数2名
- 宿泊ホテルピックアップ、フィレンツェ中央駅、ドゥオーモ近く（共和国広場）でのピックアップができる

### 直行便公共バス
- フィレンツェ中央駅隣のバスターミナルから14便が運行。
- 料金片道5ユーロ　所要時間約50分
- BUSITALIAバスターミナル内乗車券販売所、ザモール内コーヒーショップDot.Comにて乗車券を販売、ザモール出発時のみ乗車の際に運転手から直接購入できる。

## 補足
- エイチアイエス、マイバス、ミキトラヴェル、エスティーワールドなど各旅行会社によるオプショナルツアーが企画販売されている。